# Familia

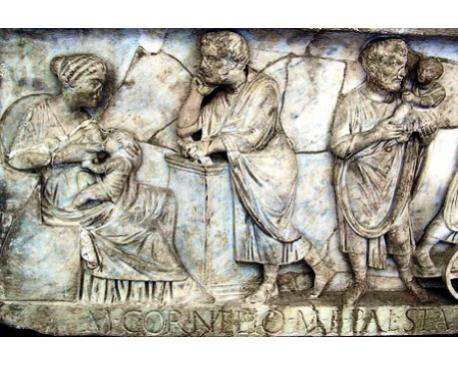
Famiglia romana rappresentata in una tomba del III secolo

La voce latina famīlia, richiama il termine famulus (servo, schiavo, famiglio) e in questo senso si riferisce specificatamente ai servi e agli schiavi (familia servilis) patrimonio del capo della familia.
Il termine italiano "famiglia" con il suo significato di istituzione sociale include due concetti romani: 
- la gens, costituita da coloro che hanno lo stesso nome gentilizio appartenente a un capostipite realmente vissuto o più frequentemente a un mitico antenato e trasmessosi, anche in assenza di consanguineità, attraverso la catena delle generazioni (ad esempio i Cornelii) sino agli ultimi discendenti. All'interno di questa famiglia, in senso lato, vi sono vari rami derivati distinti dal cognomen (così ad esempio la gens Cornelia comprende i Cornelii Scipiones, i Cornelii Lentuli ecc.)[2];
- la familia: l'insieme di persone rette dal pater familias, cittadino romano sui iuris, cioè non sottoposto a nessun altro pater.[3]

## Lapatria potestas
Il pater familias era detentore della patria potestas per la quale egli aveva potere indiscusso sui figli e ulteriori discendenti maschi, anche con proprie famiglie, finché egli voleva che facessero parte della sua più ampia famiglia di cui è a capo; sulle donne nate in essa o entratevi per adozione, finché non passavano ad altra familia con la conventio in manum; sugli schiavi; su tutto il patrimonio da lui amministrato, del quale poteva liberamente disporre con atto mortis causa.
Un potere illimitato il suo che arrivava sino a quello di vita e di morte del padre su i figli e del marito sulla moglie, come se questa fosse una sua figlia (loco filiae) 
Un potere che Gaio, il giurista romano del II secolo, riconosce come esclusivo dei Romani:
Il pater familias esercita anche una funzione religiosa come sacerdote di un culto domestico che ha per oggetto i Lares familiares, gli spiriti protettori degli antenati defunti che vegliano sul buon andamento della famiglia, e i Penati, entità spirituali, trasmessi in eredità alla stregua dei beni patrimoniali, in origine custodi dei viveri di riserva e della dispensa e, in seguito, numi tutelari della famiglia e della casa.
Il potere del pater familias era previsto dalle antiche leggi sacre, attribuite ai re, e dalla Legge delle XII tavole, che probabilmente si limitava a fissare quello che era già un antico costume. Nella realtà pratica, poi, si ritiene che questo "terribile diritto" venisse moderato nei suoi caratteri di arbitrarietà dal controllo sociale e dalle concezioni più affettive dei rapporti familiari; ciò è certo soprattutto con l'allontanarsi dai periodi più arcaici della storia romana, quando la patria potestas diviene una generica supremazia all'interno del nucleo familiare del pater, piuttosto che un'effettiva disponibilità illimitata della vita dei sottoposti.
In particolare i poteri espressi nelle XII tavole comprendevano:
1. Lo ius exponendi, che conferiva al padre la facoltà di abbandonare il figlio neonato in un luogo pubblico;
2. Lo ius vendendi, il diritto di vendere i membri della famiglia;
3. Lo ius noxae dandi (diritto di dare noxa - diritto di garanzia del danno), che concedeva al padre di consegnare il figlio o lo schiavo colpevole di un illecito verso un terzo per liberarsi della responsabilità o come garanzie per il pagamento di un debito.
4. La vitae necisque potestas (il diritto di vita e di morte).

## Gli schiavi
Nell'ambito della familia erano soggetti all'autorità del pater familias e sua proprietà privata gli schiavi, instrumenta vocalia, strumenti di produzione capaci di parlare, privi di ogni diritto compreso quello di costituirsi una propria famiglia dal momento che il loro matrimonio, anche se raggiunto con il consenso del dominus, si considerava come un semplice concubinato ed i figli nati da esso erano di proprietà del padrone che poteva separare i membri della famiglia servile vendendoli a compratori diversi.
Gli schiavi residenti in città costituivano la familia urbana ed erano usati per i lavori della casa, per trasportare il padrone nella sua lettiga o fargli luce di notte nelle strade. Vi era poi la familia rustica formata dagli schiavi che lavoravano in campagna. A questo proposito la ricca moglie di Apuleio, la nobile Emilia Pudentilla possedeva una familia servile rustica di oltre 600 schiavi e in quella urbana di Sabrata di almeno 15 schiavi tra i quali quelli adibiti alla cura della biblioteca.

## Laconiunctio sanguinis
Nel II secolo la condizione della familia è profondamente mutata: il diritto gentilizio è caduto in disuso (totum gentilicium ius in desuetudine abiit)  e poco o nulla rimane del potere del pater della famiglia patriarcale antica.
Ora non solo l'agnatio costituisce una parentela legittima della discendenza maschile ma anche quella della cognatio, la parentela da parte della donna la cui condizione non è più limitata dalle iustae nuptiae. Già alla fine del periodo repubblicano alla madre è riconosciuto il diritto di essere rispettata dai figli e di poter esercitare su questi la custodia o la tutela nel caso di marito indegno.
Sotto Adriano si stabilisce che una madre di tre figli illegittimi, nel caso il marito non abbia eredi, possa succedere ab intestato da ciascuno di essi. Un senatoconsulto di Orfitiano nel 178 decreta che possano succedere alla madre, con precedenza sugli "agnati" del marito, i figli di lei qualunque sia la loro legittimità di nascita.
Ora nella famiglia prevale la coniunctio sanguinis che costituisce un legame naturale tra i membri che la compongono tale che nasca tra loro benevolenza e amore reciproco:
Dei poteri del pater familias rimane tuttavia sino al 374 il diritto di esporre i neonati nelle discariche dove il più delle volte muoiono per fame o freddo a meno che non li raccolga un passante impietosito. Questa forma di infanticidio legale era praticata per lo più dai poveri e da quanti si volevano liberare soprattutto dei figli illegittimi (spurii) e delle figlie..
Nel periodo imperiale tuttavia una volta che si sia rinunciato allo ius exponendi non ci si potrà più sbarazzare dei figli né con la mancipatio (che permane, ma solo come finzione legale - quaedam imaginaria venditio, una sorta di vendita immaginaria, fittizia - diretta alla loro emancipazione), vendendoli come servi o con la loro uccisione che è ora considerata delitto gravissimo. Prima ancora che Costantino equipari il parricidio all'omicidio del figlio, già l'imperatore Adriano condannava alla deportazione un padre che aveva ucciso un figlio che lo aveva disonorato seducendo la sua seconda moglie. Così Traiano costringe un padre alla emancipazione immediata del figlio che aveva semplicemente maltrattato e lo obbliga a rinunciare a ogni eventuale diritto di successione in caso di morte del figlio.
La mancipatio tuttavia era ancora una punizione abbastanza grave se si considera che con questa "vendita fittizia" il figlio liberato si trovava escluso da ogni rapporto con la famiglia di origine e alla perdita di ogni diritto ereditario che la legislazione dell'inizio del principato modificò invece in senso favorevole al figlio emancipato che era ora riconosciuto come detentore di beni propri (bonorum possessio) e di diritti ereditari.

## Indulgenza paterna e figli degeneri

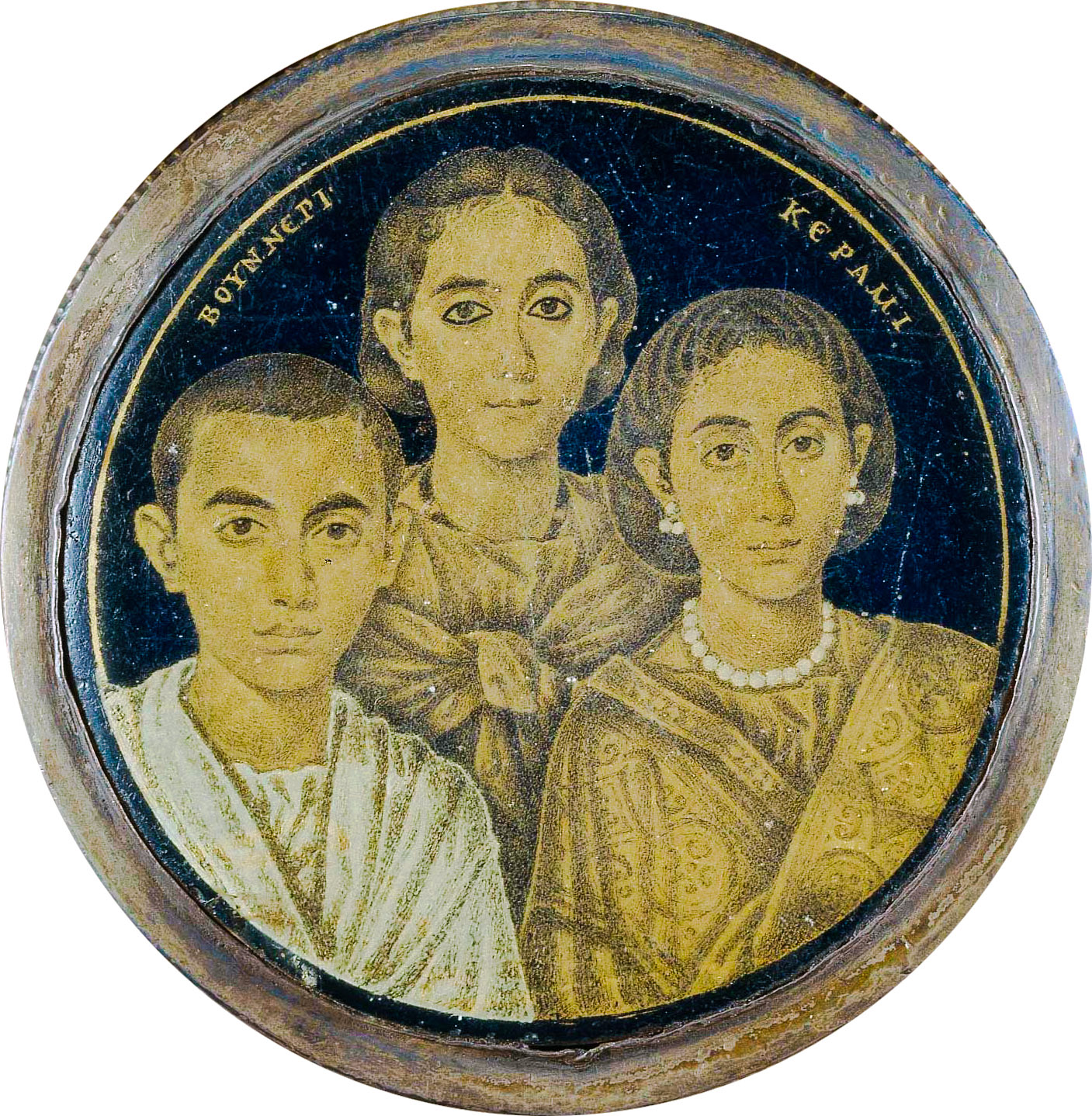
Medaglione in vetro dorato del III secolo, di origine alessandrina, ma tradizionalmente creduto raffigurante Valentiniano III, la madre Galla Placidia e la sorella Giusta Grata Onoria

La dura autorità del pater familias si è nel III secolo trasformata: «patria potestas in pietate debet, non in atrocitate consistere»
Il potere del pater verrà ricondotto infine nel V secolo ad un semplice diritto di correzione (ius corrigendi), che non potrà mai arrivare a punizioni di particolare severità. Per le colpe del figlio ritenute più gravi si dovrà ricorrere all'intervento del giudice:
L'educazione dei figli che nell'epoca repubblicana era compito del padre così come si vantava di averla praticata Catone il Censore (234 a.C. circa–149 a.C.) insegnando ai propri figli a leggere e scrivere, a nuotare e combattere. nell'età imperiale diventa sempre meno rigida e severa: veniva in genere affidata alla madre che guidava i figli seguendoli almeno sino a quando questi non arrivassero all'età della fanciullezza. Non appena i figli acquistavano una certa autonomia, le madri, che godessero di una certa ricchezza, li affidavano a caro prezzo a un pedagogo famoso. Le povere, invece, mandavano i loro figlioli in una di quelle scuole private che abbondavano a Roma verso la fine del II secolo a.C.
Plinio il Giovane considerava funesta per i severi costumi romani l'abitudine delle madri di disinteressarsi dell'educazione dei loro figlioli proprio quando i giovani avevano più bisogno di una guida: egli riteneva che questo comportamento delle donne romane avrebbe accresciuto il loro vivere oziosamente rischiando così che alcune di loro passassero dalla noia alla dissolutezza. Lo stesso Plinio d'altra parte invitava i genitori all'indulgenza nei confronti dei figli ma accadde che i romani esagerarono nell'attenuare la loro severità sino a rinunciare «a dirigere i loro figli» cosicché «si lasciarono dirigere da loro» come racconta con grande disappunto Marziale che ci documenta esempi di figli oziosi e dissipatori del patrimonio paterno.
Fin dal II secolo la dura potestas del pater familias è un lontano ricordo mentre frequentemente appaiono nella società romana dell'Impero figli di famiglia viziati dal lusso che vivono senza più alcuna disciplina.
L'individualismo dilagante a danno dell'antica solidarietà causò la dissoluzione della patria potestas che portò alla fine alla dissoluzione della stessa famiglia romana.